# Jérémy Toulalan
Jérémy Toulalan (Nantes, 10 settembre 1983) è un ex calciatore francese, di ruolo difensore e centrocampista.

## Biografia
Il padre è un operaio specializzato nel settore aerospaziale e grazie a lui Jeremy da bambino tifa Bayern Monaco, e sognava d'imitare Japhet N'Doram.

## Caratteristiche tecniche
Era un centrocampista difensivo molto abile nei contrasti, grande capacità di controllo palla e grande senso dell'anticipo.

## Carriera

### Club

#### Nantes

##### 2001-04 gli inizi della carriera
Cresce nelle giovanili del Nantes, e, promosso in prima squadra, si affaccia al calcio professionistico debuttando il 23 marzo 2002 in Ligue 1 contro il Rennes (vinto 3-1) e poco dopo anche in Champions League, contro il Bayern Monaco (perso 2-1), dove rimedia la sua prima ammonizione in carriera. Il secondo anno gioca 13 partite, tra cui contro il Marsiglia (vinto 2-0), il Bordeaux (pareggiato 0-0) e un'altra volta contro il Marsiglia, match vinto 1-0, entrando all'84esimo.

##### 2004-05 miglior giocatore Under-21 della Ligue 1
Il quarto anno esordisce contro il Metz, match perso 1-0. Segna il suo primo goal da giocatore professionista il 2 ottobre 2004 contro lo Strasburgo, match vinto 2-0. In quest'anno il centrocampista diventa uno dei giocatori più importanti della formazione, dove viene anche eletto migliore giocatore Under-21 del campionato francese.

##### 2005-06 l'ultimo anno al Nantes
L'ultimo esordio nel Nantes arriva nella prima giornata di campionato, contro il Lens, match vinto 2-0. La seconda partita di campionato avviene contro il Rennes, uscendo al 40esimo minuto, match vinto 3-0. Quest'anno partecipa a partite importanti, ad esempio contro il Tolosa (vinto 2-0), il Lione (perso 1-0), il Paris Saint-Germain (perso 2-0), il Saint-Étienne (pareggiato 1-1), il Lilla (perso 2-0), nel match di ritorno le più importanti sono contro il Lione (perso 3-1), il PSG (pareggiata 0-0) e il Saint-Étienne (perso 1-0).

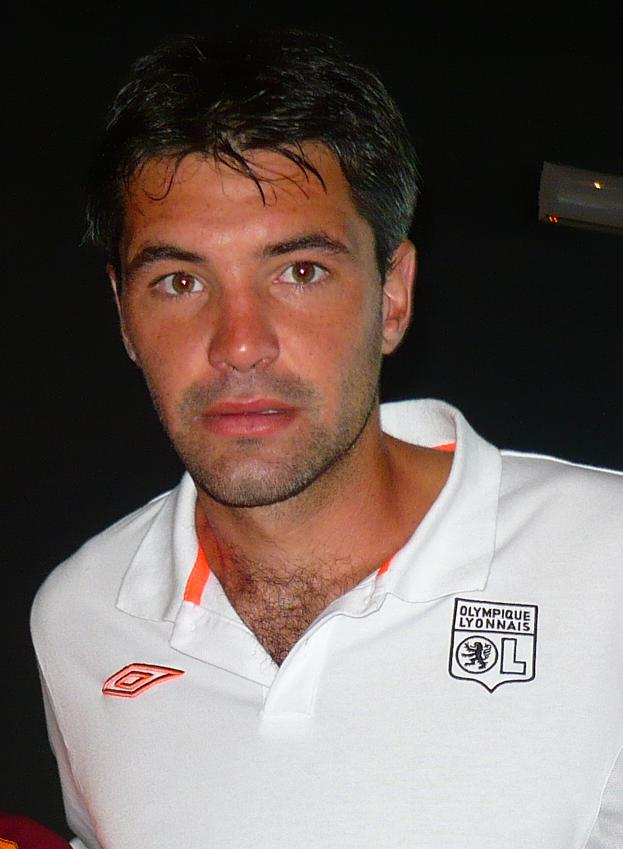
Toulalan ai tempi del Lione

#### Lione

##### 2006-07 gli inizi al Lione
Nel 2005 attira le attenzioni del Lione, che pensa a lui per sostituire Essien, ceduto in Inghilterra al Chelsea per la somma record di 38 milioni di euro; l'affare dapprima non si concretizza, ma nel 2006 le due parti trovano l'accordo per il trasferimento del giocatore, chiamato questa volta a sostituire Diarra, ceduto al Real Madrid. Toulalan fa presto a convincere il pubblico del Gerland grazie alle sue qualità impressionanti di recupero e di piazzamento al centrocampo, e la sua intesa con il brasiliano Juninho e il portoghese Tiago diventa in breve tempo una pedina fondamentale della squadra. L'esordio avviene il 4 agosto 2006 contro la sua ex squadra, il Nantes, match vinto a Nantes 3-1. Diventa subito titolare, giocando partite importanti, come il Marsiglia (vinto 4-1), facendo anche un assist.
Fa altri 3 assist in 2 partite, contro il Lilla, match vinto 2-1, grazie ai suoi 2 assist. Il suo ultimo assist stagionale avviene contro il Nantes, ex squadra del giocatore, partita vinta 3-1. L'esordio in Champions League avviene contro il Real Madrid, match vinto 2-0. A fine anno vince il suo primo campionato in carriera e la sua prima Supercoppa.

##### 2007-2011 il campionato, la coppa e l'addio al Lione
Il secondo anno inizia con il match contro l'Auxerre, match vinto 2-0, facendo anche un assist. Dopo questo, in campionato, fa altri 2 assist, contro il Lens (vinto 3-0) e il Bordeaux (vinto 4-2). Nel match perso contro il Marsiglia 3-1, Toulalan rimedia il suo primo infortunio al ginocchio, che lo lascia in panchina per 3 giorni. L'esordio in Champions League arriva contro il Barcellona, match perso 3-0. Il 7 marzo 2011 rinnova il suo contratto con fino al 2015. In totale con il Lione vince 2 campionati, 2 supercoppe e 1 coppa.

#### Málaga
Il 17 giugno 2011 viene acquistato per 11 milioni di euro dal Malaga con cui firma un contratto quadriennale da 4,2 milioni di euro all'anno. Fa il suo debutto nel campionato spagnolo il 28 agosto nella sconfitta per 2-1 contro il Siviglia, dove gioca come mediano. Segna il suo primo goal della carriera nel match Malaga-Villareal della quattordicesima giornata della Liga 2011-2012, match vinto 2-1. Il secondo goal avviene contro lo RCD Mallorca, match vinto 3-1. Il suo ultimo goal stagionale avviene contro il Getafe CF, match vinto in trasferta 3-1. L'esordio nella Coppa del Rey avviene contro il Getafe CF, match vinto 1-0.
Nel match contro il Levante UD della ventiseiesima giornata di campionato subisce una frattura alle dita dei piedi, che gli farà chiudere la sua prima stagione in Spagna. Il secondo esordio arriva contro il Celta Vigo, match vinto 1-0. Quest'anno le sue condizioni fisiche non sono delle migliori, tanto che subisce molti falli che lo fanno rimanere in tribuna nella 4ª, dalla 6ª alla 10ª, dalla 15ª alla 18ª e dalla 31ª alla 36ª giornata. L'esordio in Champions con la squadra spagnola avviene contro il Milan, match pareggiato 1-1 al San Siro.

#### Monaco
Il 6 luglio 2013 viene ufficializzato l'acquisto del giocatore da parte del Monaco per 5 milioni di euro, dove firma un biennale. L'esordio al Monaco avviene nella prima giornata di campionato contro il Bordeaux, match vinto 2-0 allo Stadio Jacques Chaban-Delmas. L'esordio in Coupe de la Ligue avviene contro il Reims, match perso 2-1, mentre la prima partita stagionale nella Coupe de France avviene contro il Vannes (vinta 3-2), dove fa un assist. Fa il suo primo gol stagionale contro lo Stade Reims, match vinto 3-2. Il 9 aprile 2015 rinnova con il club monegasco, fino al giugno 2017.

#### Bordeaux
Il 29 giugno 2016 passa a titolo definitivo al Bordeaux, con cui firma un contratto biennale.

### Nazionale
Grazie alle ottime prestazioni, Raymond Domenech lo convoca in nazionale e lo fa debuttare l'11 ottobre 2006 contro le Isole Fær Øer, in una partita del girone di qualifiche per Euro 2008. L'esordio nell'Euro 2008 avviene contro la Romania, match pareggiato 0-0. All'epoca era uno dei centrocampisti francesi più apprezzati ed era visto di fatto come il successore di Makélélé in nazionale. Partecipa alla qualificazione del campionato Mondiale di calcio 2010 in Sudafrica, dove la Francia ottiene l'accesso. L'esordio nel Sudafrica 2010 avviene contro l'Uruguay, match pareggiato 0-0.

## Statistiche

### Presenze e reti nei club
Statistiche aggiornate al 18 gennaio 2018.
| Stagione        | Squadra         | Campionato      | Campionato | Campionato | Coppe nazionali | Coppe nazionali | Coppe nazionali | Coppe continentali | Coppe continentali | Coppe continentali | Altre coppe | Altre coppe | Altre coppe | Totale | Totale |
| Stagione        | Squadra         | Comp            | Pres       | Reti       | Comp            | Pres            | Reti            | Comp               | Pres               | Reti               | Comp        | Pres        | Reti        | Pres   | Reti   |
| --------------- | --------------- | --------------- | ---------- | ---------- | --------------- | --------------- | --------------- | ------------------ | ------------------ | ------------------ | ----------- | ----------- | ----------- | ------ | ------ |
| 2000-2001       | Nantes 2        | CFA             | 4          | 0          | -               | -               | -               | -                  | -                  | -                  | -           | -           | -           | 4      | 0      |
| 2001-gen. 2002  | Nantes 2        | CFA             | 25         | 0          | -               | -               | -               | -                  | -                  | -                  | -           | -           | -           | 25     | 0      |
| Totale Nantes 2 | Totale Nantes 2 | Totale Nantes 2 | 29         | 0          |                 |                 |                 |                    |                    |                    |             |             |             | 29     | 0      |
| gen.-giu. 2002  | Nantes          | D1              | 1          | 0          | CF+CdL          | 0+0             | 0               | UCL                | 1                  | 0                  | -           | -           | -           | 2      | 0      |
| 2002-2003       | Nantes          | L1              | 13         | 0          | CF+CdL          | 2+2             | 0               | -                  | -                  | -                  | -           | -           | -           | 17     | 0      |
| 2003-2004       | Nantes          | L1              | 20         | 0          | CF+CdL          | 3+2             | 0               | Int                | 2                  | 0                  | -           | -           | -           | 27     | 0      |
| 2004-2005       | Nantes          | L1              | 31         | 1          | CF+CdL          | 2+2             | 1+0             | Int                | 4                  | 0                  | -           | -           | -           | 39     | 2      |
| 2005-2006       | Nantes          | L1              | 29         | 0          | CF+CdL          | 5+2             | 0               | -                  | -                  | -                  | -           | -           | -           | 36     | 0      |
| Totale Nantes   | Totale Nantes   | Totale Nantes   | 94         | 1          |                 | 20              | 1               |                    | 7                  | 0                  |             | -           | -           | 121    | 2      |
| 2006-2007       | O. Lione        | L1              | 32         | 0          | CF+CdL          | 1+4             | 0               | UCL                | 7                  | 0                  | SF          | 1           | 0           | 45     | 0      |
| 2007-2008       | O. Lione        | L1              | 30         | 0          | CF+CdL          | 4+1             | 0               | UCL                | 5                  | 0                  | SF          | 1           | 0           | 41     | 0      |
| 2008-2009       | O. Lione        | L1              | 33         | 0          | CF+CdL          | 2+0             | 0               | UCL                | 8                  | 0                  | SF          | 1           | 0           | 44     | 0      |
| 2009-2010       | O. Lione        | L1              | 31         | 0          | CF+CdL          | 1+2             | 0+1             | UCL                | 11                 | 0                  | -           | -           | -           | 45     | 1      |
| 2010-2011       | O. Lione        | L1              | 28         | 0          | CF+CdL          | 2+2             | 0+1             | UCL                | 5                  | 0                  | -           | -           | -           | 37     | 1      |
| Totale O. Lione | Totale O. Lione | Totale O. Lione | 154        | 0          |                 | 19              | 2               |                    | 36                 | 0                  |             | 3           | 0           | 212    | 2      |
| 2011-2012       | Málaga          | PD              | 25         | 3          | CR              | 4               | 0               | -                  | -                  | -                  | -           | -           | -           | 29     | 3      |
| 2012-2013       | Málaga          | PD              | 19         | 0          | CR              | 1               | 0               | UCL                | 9                  | 0                  | -           | -           | -           | 29     | 0      |
| Totale Málaga   | Totale Málaga   | Totale Málaga   | 44         | 3          |                 | 5               | 0               |                    | 9                  | 0                  |             | -           | -           | 58     | 3      |
| 2013-2014       | Monaco          | L1              | 29         | 1          | CF+CdL          | 5+1             | 0               | -                  | -                  | -                  | -           | -           | -           | 35     | 1      |
| 2014-2015       | Monaco          | L1              | 28         | 0          | CF+CdL          | 4+2             | 0               | UCL                | 8                  | 0                  | -           | -           | -           | 42     | 0      |
| 2015-2016       | Monaco          | L1              | 25         | 0          | CF+CdL          | 1+1             | 0               | UCL+UEL            | 4+5                | 0                  | -           | -           | -           | 36     | 0      |
| Totale Monaco   | Totale Monaco   | Totale Monaco   | 82         | 1          |                 | 14              | 0               |                    | 17                 | 0                  |             | -           | -           | 113    | 1      |
| 2016-2017       | Bordeaux        | L1              | 30         | 0          | CF+CdL          | 6               | 0               | -                  | -                  | -                  | -           | -           | -           | 36     | 0      |
| 2017-2018       | Bordeaux        | L1              | 21         | 0          | CF+CdL          | 2               | 0               | UEL                | 2                  | 0                  | -           | -           | -           | 25     | 0      |
| Totale Bordeaux | Totale Bordeaux | Totale Bordeaux | 53         | 0          |                 | 8               | 0               |                    | 2                  | 0                  |             |             |             | 65     | 0      |
| Totale carriera | Totale carriera | Totale carriera | 454        | 5          |                 | 66              | 3               |                    | 73                 | 0                  |             | 3           | 0           | 594    | 8      |

### Cronologia presenze e reti in nazionale
| Cronologia completa delle presenze e delle reti in nazionale ― Francia | Cronologia completa delle presenze e delle reti in nazionale ― Francia | Cronologia completa delle presenze e delle reti in nazionale ― Francia | Cronologia completa delle presenze e delle reti in nazionale ― Francia | Cronologia completa delle presenze e delle reti in nazionale ― Francia | Cronologia completa delle presenze e delle reti in nazionale ― Francia | Cronologia completa delle presenze e delle reti in nazionale ― Francia | Cronologia completa delle presenze e delle reti in nazionale ― Francia |
| Data                                                                   | Città                                                                  | In casa                                                                | Risultato                                                              | Ospiti                                                                 | Competizione                                                           | Reti                                                                   | Note                                                                   |
| ---------------------------------------------------------------------- | ---------------------------------------------------------------------- | ---------------------------------------------------------------------- | ---------------------------------------------------------------------- | ---------------------------------------------------------------------- | ---------------------------------------------------------------------- | ---------------------------------------------------------------------- | ---------------------------------------------------------------------- |
| 11-10-2006                                                             | Montbéliard                                                            | Francia                                                                | 5 – 0                                                                  | Fær Øer                                                                | Qual. Euro 2008                                                        | -                                                                      |                                                                        |
| 24-3-2007                                                              | Kaunas                                                                 | Lituania                                                               | 0 – 1                                                                  | Francia                                                                | Qual. Euro 2008                                                        | -                                                                      |                                                                        |
| 2-6-2007                                                               | Saint-Denis                                                            | Francia                                                                | 2 – 0                                                                  | Ucraina                                                                | Qual. Euro 2008                                                        | -                                                                      |                                                                        |
| 6-6-2007                                                               | Auxerre                                                                | Francia                                                                | 1 – 0                                                                  | Georgia                                                                | Qual. Euro 2008                                                        | -                                                                      |                                                                        |
| 22-8-2007                                                              | Trnava                                                                 | Slovacchia                                                             | 0 – 1                                                                  | Francia                                                                | Amichevole                                                             | -                                                                      | 59’                                                                    |
| 8-9-2007                                                               | Milano                                                                 | Italia                                                                 | 0 – 0                                                                  | Francia                                                                | Qual. Euro 2008                                                        | -                                                                      | 86’                                                                    |
| 13-10-2007                                                             | Tórshavn                                                               | Fær Øer                                                                | 0 – 6                                                                  | Francia                                                                | Qual. Euro 2008                                                        | -                                                                      |                                                                        |
| 17-10-2007                                                             | Nantes                                                                 | Francia                                                                | 2 – 0                                                                  | Lituania                                                               | Qual. Euro 2008                                                        | -                                                                      |                                                                        |
| 16-11-2007                                                             | Saint-Denis                                                            | Francia                                                                | 2 – 2                                                                  | Marocco                                                                | Amichevole                                                             | -                                                                      | 46’                                                                    |
| 6-2-2008                                                               | Malaga                                                                 | Spagna                                                                 | 1 – 0                                                                  | Francia                                                                | Amichevole                                                             | -                                                                      |                                                                        |
| 26-3-2008                                                              | Saint-Denis                                                            | Francia                                                                | 1 – 0                                                                  | Inghilterra                                                            | Amichevole                                                             | -                                                                      |                                                                        |
| 31-5-2008                                                              | Tolosa                                                                 | Francia                                                                | 0 – 0                                                                  | Paraguay                                                               | Amichevole                                                             | -                                                                      | 71’                                                                    |
| 3-6-2008                                                               | Saint-Denis                                                            | Francia                                                                | 1 – 0                                                                  | Colombia                                                               | Amichevole                                                             | -                                                                      |                                                                        |
| 9-6-2008                                                               | Zurigo                                                                 | Romania                                                                | 0 – 0                                                                  | Francia                                                                | Euro 2008 - 1º turno                                                   | -                                                                      |                                                                        |
| 13-6-2008                                                              | Berna                                                                  | Paesi Bassi                                                            | 4 – 1                                                                  | Francia                                                                | Euro 2008 - 1º turno                                                   | -                                                                      | 82’                                                                    |
| 17-6-2008                                                              | Zurigo                                                                 | Francia                                                                | 0 – 2                                                                  | Italia                                                                 | Euro 2008 - 1º turno                                                   | -                                                                      |                                                                        |
| 20-8-2008                                                              | Göteborg                                                               | Svezia                                                                 | 2 – 3                                                                  | Francia                                                                | Amichevole                                                             | -                                                                      | 77’ 90+3’                                                              |
| 6-9-2008                                                               | Vienna                                                                 | Austria                                                                | 3 – 1                                                                  | Francia                                                                | Qual. Mondiali 2010                                                    | -                                                                      |                                                                        |
| 10-9-2008                                                              | Saint-Denis                                                            | Francia                                                                | 2 – 1                                                                  | Serbia                                                                 | Qual. Mondiali 2010                                                    | -                                                                      |                                                                        |
| 11-10-2008                                                             | Costanza                                                               | Romania                                                                | 2 – 2                                                                  | Francia                                                                | Qual. Mondiali 2010                                                    | -                                                                      | 63’                                                                    |
| 14-10-2008                                                             | Saint-Denis                                                            | Francia                                                                | 3 – 1                                                                  | Tunisia                                                                | Amichevole                                                             | -                                                                      | 65’                                                                    |
| 19-11-2008                                                             | Saint-Denis                                                            | Francia                                                                | 0 – 0                                                                  | Uruguay                                                                | Amichevole                                                             | -                                                                      |                                                                        |
| 11-2-2009                                                              | Marsiglia                                                              | Francia                                                                | 0 – 2                                                                  | Argentina                                                              | Amichevole                                                             | -                                                                      | 18’                                                                    |
| 28-3-2009                                                              | Kaunas                                                                 | Lituania                                                               | 0 – 1                                                                  | Francia                                                                | Qual. Mondiali 2010                                                    | -                                                                      | 22’                                                                    |
| 2-6-2009                                                               | Saint-Etienne                                                          | Francia                                                                | 0 – 1                                                                  | Nigeria                                                                | Amichevole                                                             | -                                                                      | 46’ 77’                                                                |
| 5-6-2009                                                               | Lione                                                                  | Francia                                                                | 1 – 0                                                                  | Nigeria                                                                | Amichevole                                                             | -                                                                      |                                                                        |
| 12-8-2009                                                              | Tórshavn                                                               | Fær Øer                                                                | 0 – 1                                                                  | Francia                                                                | Qual. Mondiali 2010                                                    | -                                                                      |                                                                        |
| 5-9-2009                                                               | Saint-Denis                                                            | Francia                                                                | 1 – 1                                                                  | Romania                                                                | Qual. Mondiali 2010                                                    | -                                                                      |                                                                        |
| 9-9-2009                                                               | Belgrado                                                               | Serbia                                                                 | 1 – 1                                                                  | Francia                                                                | Qual. Mondiali 2010                                                    | -                                                                      |                                                                        |
| 10-10-2009                                                             | Guingamp                                                               | Francia                                                                | 5 – 0                                                                  | Fær Øer                                                                | Qual. Mondiali 2010                                                    | -                                                                      | 62’                                                                    |
| 3-3-2010                                                               | Saint-Denis                                                            | Francia                                                                | 0 – 2                                                                  | Spagna                                                                 | Amichevole                                                             | -                                                                      |                                                                        |
| 26-5-2010                                                              | Lens                                                                   | Francia                                                                | 2 – 1                                                                  | Costa Rica                                                             | Amichevole                                                             | -                                                                      | 46’                                                                    |
| 30-5-2010                                                              | Radès                                                                  | Tunisia                                                                | 1 – 1                                                                  | Francia                                                                | Amichevole                                                             | -                                                                      |                                                                        |
| 4-6-2010                                                               | Saint-Pierre                                                           | Francia                                                                | 0 – 1                                                                  | Cile                                                                   | Amichevole                                                             | -                                                                      | 40’                                                                    |
| 11-6-2010                                                              | Città del Capo                                                         | Uruguay                                                                | 0 – 0                                                                  | Francia                                                                | Mondiali 2010 - 1º turno                                               | -                                                                      | 68’                                                                    |
| 17-6-2010                                                              | Polokwane                                                              | Francia                                                                | 0 – 2                                                                  | Messico                                                                | Mondiali 2010 - 1º turno                                               | -                                                                      | 46’                                                                    |
| Totale                                                                 |                                                                        | Presenze                                                               | 36                                                                     |                                                                        | Reti                                                                   | 0                                                                      |                                                                        |

## Palmarès

### Club
- Campionato francese: 2

Lione: 2006-2007, 2007-2008
- Supercoppa francese: 2

Lione: 2006, 2007
- Coppa di Francia: 1

Lione: 2007-2008

### Individuale
- Trophées UNFP du football: 4

Miglior giovane della Ligue 1: 2005
Squadra ideale della Ligue 1: 2008